# Okumura Masanobu
Okumura Masanobu (奥村政信) (1686-1764) est un artiste japonais d'estampes et de peintures ukiyo-e et également éditeur de livres.
Il illustre des contes et écrit quelques ouvrages de fiction dans sa jeunesse. 

## Premières années et formation
Il commence sa carrière d'artiste en adhérant à l'école Torii, mais s'en écarte plus tard. C'est l'un des artistes qui contribuent le plus au développement de l’ukiyo-e à ses débuts, en produisant des estampes d'acteurs de Kabuki et de jolies femmes.
Son premier ouvrage, réalisé en 1701, est un album réunissant les portraits de grandes courtisanes de l'époque, le Livre illustré des courtisanes (Keisei ehon). 

## Contribution à l'évolution de l'ukiyo-e

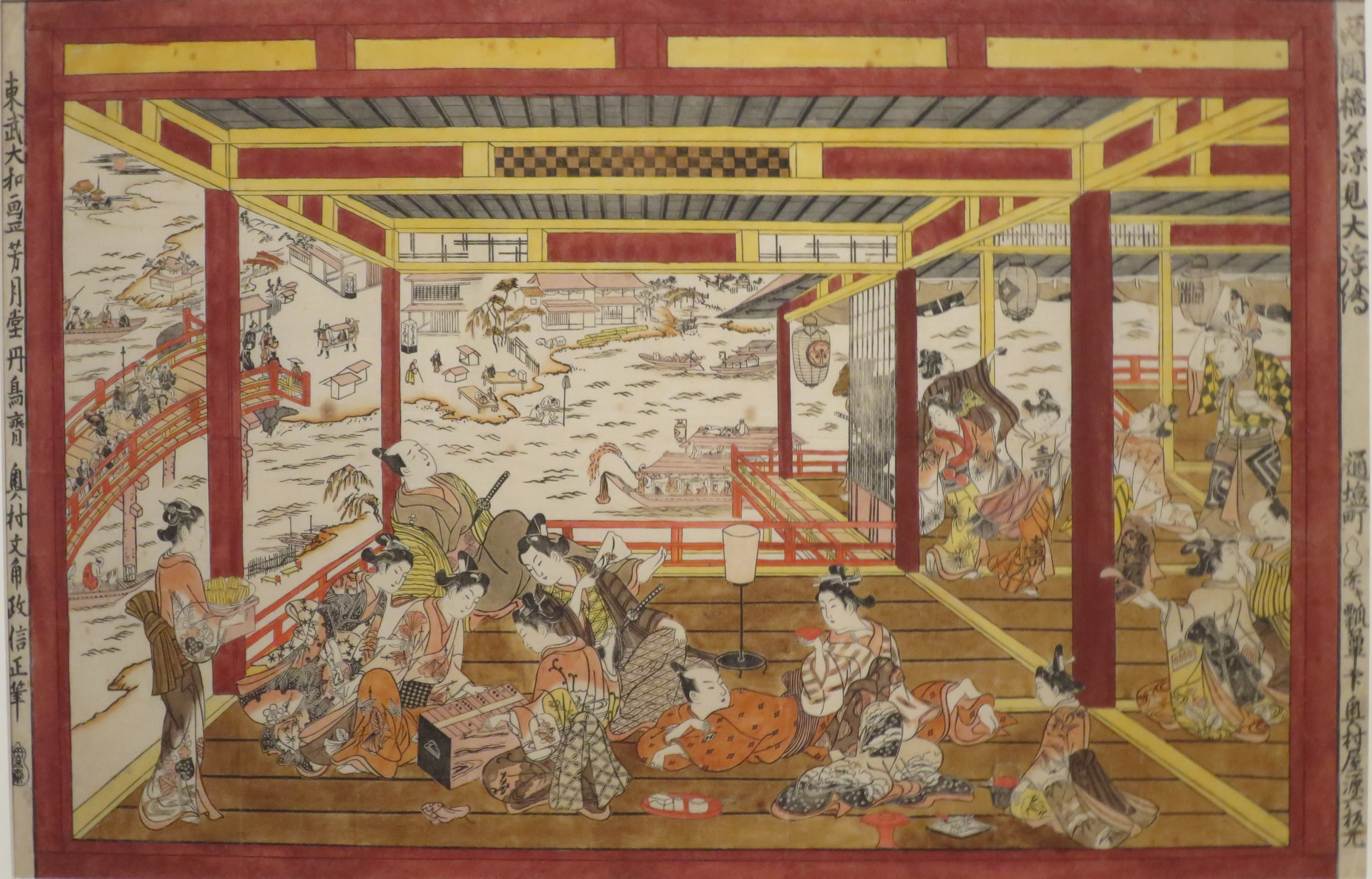
Image en perspective le soir près du pont Ryōgoku par Okumura Masanobu, début 1748, gravure sur bois avec laque appliquée à la main, James Michener Collection, Honolulu Museum of Art

### Nouveaux formats
Il est à l'origine de plusieurs évolutions de l’ukiyo-e, tel que l'introduction de nouveaux formats comme l’hashira-e (un format vertical très étroit), ou encore le format hosoban. Il œuvre aussi très tôt pour produire des estampes imprimées en deux couleurs (benizuri-e, en rose -beni-, et vert).

### Étude de la perspective (uki-e)
Et, avant même Toyoharu, dès 1739, il aborde l'étude des lois de la perspective occidentale (uki-e), pour produire de premières estampes sur cette base autour de 1745.
C'est grâce à l'intérêt personnel du shogun Yoshimune pour les sciences en provenance d'Occident que ces études de la perspective occidentale peuvent se faire, débouchant sur une évolution de l'estampe japonaise qui allait mener à Hiroshige.